# 383

383(삼백팔십삼)은 382보다 크고 384보다 작은 자연수다.

## 수학
- 76번째 소수(素數)다. 앞의 소수는 379, 다음 소수는 389다.
  - 15번째 안전 소수(↔ 191)다. 앞의 안전 소수는 359, 다음은 467이다.
  - 14번째 회문 소수다. 앞의 회문 소수는 373, 다음은 727이다.

## 과학
- NGC 383(영어판): 물고기자리 방향에 있는 이중 전파 은하.

## 교통
- 일본 383번 국도(일본어판): 나가사키현 히라도시에서 사가현 이마리시까지 이어지는 일본의 국도.
- 현도 제383호선

## 군사
- U-383(영어판): 제2차 세계 대전에 사용된 나치 독일의 군용 잠수함.

## 문화유산
- 대한민국의 보물 제383호: 창덕궁 돈화문
- 대한민국의 사적 제383호: 논산 돈암서원

## 기타
- 연도: 383년, 기원전 383년